# 华首台
华首台或华首寺，是中国广东省惠州市博罗县罗浮山西南麓的一座佛教寺庙。华首台始建于唐朝开元二十六年（公元738年），曾是罗浮山“九观十八寺”中的第一禅林。后该寺毁于文化大革命期间。1987年由香港人捐资重建。